# Balla, balla, balla
Balla, balla, balla (ダンス・ダンス・ダンス, Dansu Dansu Dansu) és una novel·la de l'autor japonés Haruki Murakami publicada per primera vegada l'any 1988 en japonés i traduïda al català l'any 2012. Per l'argument, la novel·la és considerada la seqüela del llibre a la caça de l'ovella publicat pel mateix autor l'any 1982.
L'obra ha estat publicada i editada en català per l'editorial Empúries dins de la col·lecció "Empúries Narrativa" l'any 2012 amb traducció de Núria Parés Sellarès i Àlex Gombau. La mateix traducció també ha estat publicada l'any 2013 per l'editorial labutxaca, propietat d'Empúries.

## Sinopsi
Al març de 1983, el protagonista sense nom de la història viatja fins a Sapporo, Hokkaido per tal d'allotjar-se al Dolphin Hotel, on fa anys va viure una estada amb una misteriosa i desconeguda dona. Una vegada allà, es trobarà amb una sèrie de personatges cridaners amb els quals viurà una increïble història.